# 삼발

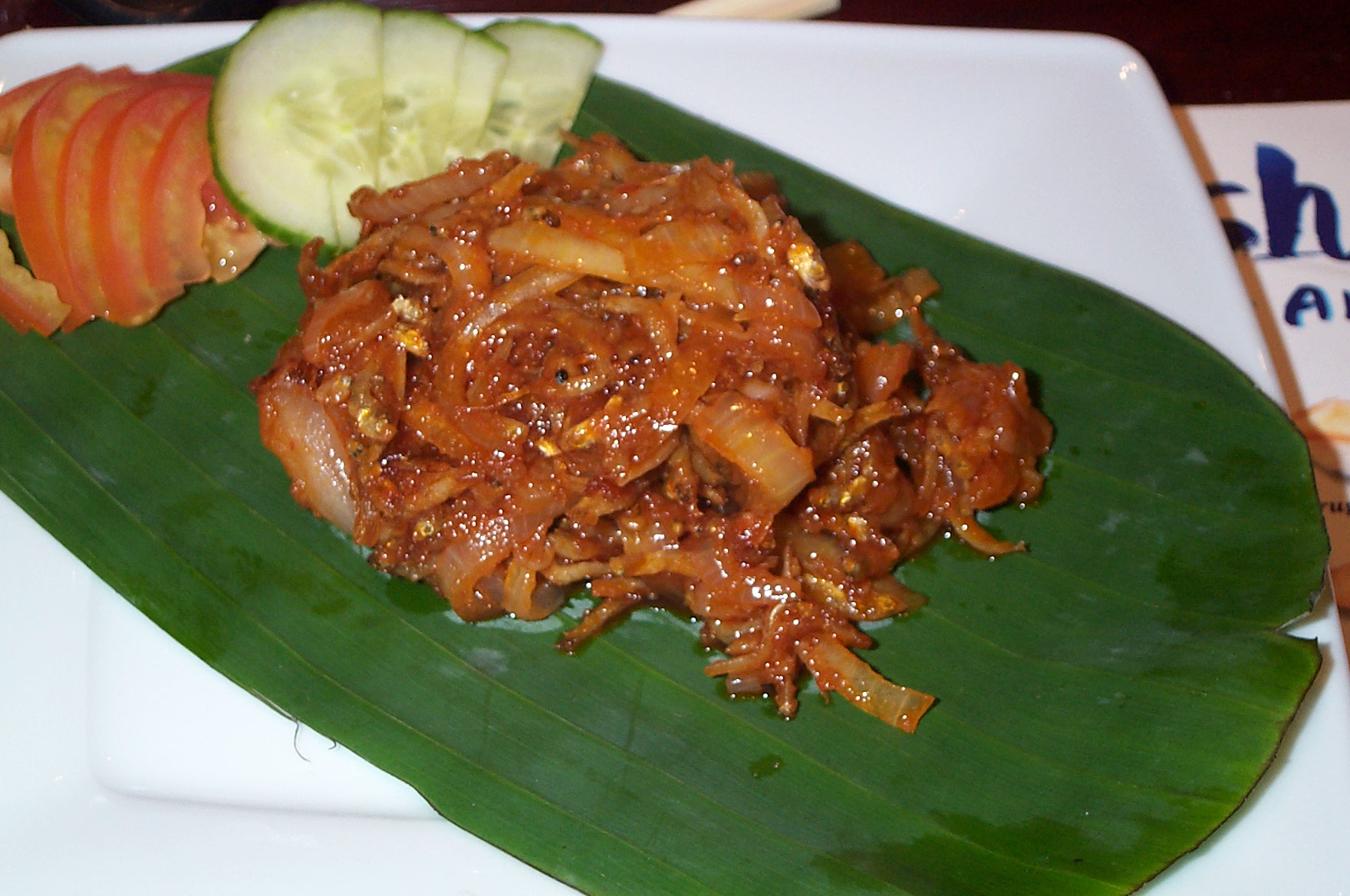
삼발 소스에 버무린 앤초비

삼발 (Sambal)은 인도네시아, 말레이시아, 싱가포르와 스리랑카 지역에서 즐겨 먹는 향신료로 만든 소스이다. 고추장과 비슷하게 주로 다양한 고추와 후추 종류를 맷돌로 빻아 섞고 다진양파, 민트, 마늘 그리고 새우로 만든 젓갈, 식초, 소금을 넣고 만들어 매운맛이 난다. 생고추를 빻아섞어서 먹기도 한다.
다양한 동남아지역의 음식에 사용되는데 고기요리나, 볶음밥, 꼬치구이등에 많이 양념으로 사용되며 식탁위에 소스그릇으로 따로 내어놓아서 찍어 먹을 수 있도록 내어 놓는 경우가 많다.

## 종류
- 삼발 블라찬/삼발 트라시

## 같이 보기
- 남 프릭
- 케찹